# خانه شیرین
خانه شیرین مربوط به دوره ایلخانی است و در شهرستان اردکان، بخش عقدا، دهستان هفتادر، روستای هفتادر، محله سفلی واقع شده و این اثر در تاریخ ۱ اردیبهشت ۱۳۸۸ با شمارهٔ ثبت ۲۶۵۸۰ به‌عنوان یکی از آثار ملی ایران به ثبت رسیده‌است.